# Másnap(os) karácsony
A Másnap(os) karácsony (más címen: A szenteste grálja vagy Három király tesó) (eredeti cím: The Night Before) 2015-ben bemutatott amerikai karácsonyi filmvígjáték, amelyet Jonathan Levine rendezett és Levine, Evan Goldberg, Kyle Hunter és Ariel Shaffir írt. A főbb szerepekben Joseph Gordon-Levitt, Seth Rogen és Anthony Mackie látható. A mellékszerepeket Lizzy Caplan, Jillian Bell, Mindy Kaling és Michael Shannon alakítja.
A filmet az Amerikai Egyesült Államokban 2015. november 20-án mutatták be, Magyarországon DVD-n jelent meg szinkronizálva.

## Rövid történet
Szenteste három örök barát New Yorkban töltik az éjszakát, és a karácsonyi partik Szent Grálját keresik.

## Szereplők
| Szerep                          | Színész              | Magyar hang           |
| ------------------------------- | -------------------- | --------------------- |
| Isaac Greenberg                 | Seth Rogen           | Hamvas Dániel         |
| Ethan Miller                    | Joseph Gordon-Levitt | Anger Zsolt           |
| Chris Roberts                   | Anthony Mackie       | Papp Dániel           |
| Diana, Ethan exbarátnője        | Lizzy Caplan         | Sipos Eszter Anna     |
| Sarah                           | Mindy Kaling         | Mezei Kitty           |
| Betsy Greenberg, Isaac felesége | Jillian Bell         | Kokas Piroska         |
| Mr. Green                       | Michael Shannon      | Király Attila         |
| Mrs. Roberts, Chris anyja       | Lorraine Toussaint   | Nyakó Júlia           |
| Rossz télapó #1                 | Jason Mantzoukas     |                       |
| Rossz télapó #2                 | Jason Jones          |                       |
| Rebecca Grinch                  | Ilana Glazer         | Kis-Kovács Luca       |
| Joshua                          | Nathan Fielder       | Kovács Lehel          |
| Narrátor / Télapó               | Tracy Morgan         | Bede-Fazekas Szabolcs |
| Ethan főnöke                    | Randall Park         | Bor Zoltán            |
| Cindy                           | Heléne Yorke         | Kiss Erika            |
| Tommy Owens                     | Aaron Hill           | Markovics Tamás       |
| önmaga                          | Baron Davis          | Jászberényi Gábor     |
| önmaga                          | James Franco         | Dévai Balázs          |
| önmaga                          | Miley Cyrus          | Bogdányi Titanilla    |

## A film készítése
2014. február 10-én bejelentették, hogy Seth Rogen és Joseph Gordon-Levitt újra közösen szerepelnek a filmben, a Fifti-fifti után, amelyben együtt játszottak. Május 13-án Anthony Mackie csatlakozott a stábhoz. Jonathan Levine, a Fifti-fifti rendezője saját forgatókönyvéből rendezte a Másnap(os) karácsonyt. A Good Universe és a Point Grey Pictures gyártotta a filmet, amelyet a Columbia Pictures forgalmazott.
Augusztus 7-én Jillian Bell kapta meg Betsy szerepét, aki Rogen karakterének felesége. Augusztus 8-án Lizzy Caplan csatlakozott a stábhoz, hogy eljátssza Dianát, Gordon-Levitt karakterének szerelmét.
A film forgatása 2014. augusztus 11-én kezdődött New Yorkban.

## Megjelenés
A film eredetileg 2015. december 11-én került volna a mozikba, de a Sony előbb 2015. november 25-re, majd később 2015. november 20-ra tette át a megjelenési dátumot.